# 후표
후표(侯標, 생몰년 미상)는 중국 남북조시기 한(漢)을 세운 후경의 아버지다. 후표의 아버지는 후주(後周)이며 사후 아들 후경이 한을 세우자 원황제(元皇帝)로 추존되었다.

## 생애
후한의 건국공신인 후패(侯覇)의 후손이며 선비족의 갈족 또는 한족 출신이라고 한다. 또한 후표의 6대조는 후근(侯瑾)이며 후표는 삭주 땅에서 사망했다. 
후표 본인의 기록은 후경이 위패를 세울때 삭주 땅에서 사망했다고 언급한 것을 제외하면 전해지지 않으며 551년 아들 후경이 원황제(元皇帝)로 추존하였다. 후표의 아버지이자 후경의 조부인 후주 역시 대승상(大丞相)으로 추존되었다.